# Zarzuelă

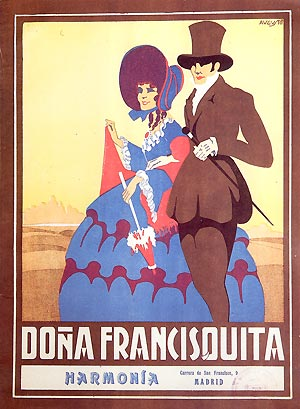
Poster pentru Doña Francisquita

Zarzuela este un gen spaniol de operetă, care datează din secolul al XVII-lea, cele mai cunoscute fiind cele scrise în secolul al XIX-lea. 
Zarzuela corespunde genului tradițional francez al vodevilurilor, conținând arii foarte melodioase, cu dialoguri vorbite și cântate. 

## Compozitori de zarzuele
- Francisco Alonso (1887 - 1948)
- Emilio Arrieta (1821 - 1894)
- Francisco Asenjo Barbieri (1823 - 1894)
- Tomás Bretón (1850 - 1923)
- Manuel Fernández Caballero (1835 - 1906)
- Juan Vert Carbonell (1890 - 1931)
- Ruperto Chapí (1851 - 1909)
- Federico Chueca (1846 - 1908)
- Joaquín Valverde Durán (1846 - 1910)
- Joaquín Gaztambide (1822 - 1870)
- Gerónimo Giménez (1854 - 1923)
- Jacinto Guerrero (1895 - 1951)
- Jesús Guridi (1886 - 1961)
- Vicente Lleó (1870 - 1922)
- Pablo Luna (1879 - 1942)
- Miguel Marqués (1843 - 1918)
- Rafael Millán (1893 - 1957)
- Reveriano Soutullo Otero (1880 - 1932)
- Cristóbal Oudrid (1825 - 1977)
- José Padilla (1889 - 1960)
- Manuel Penella (1880 - 1939)
- Joaquín "Quinito" Valverde Sanjuán (1875 - 1918)
- José Serrano (1873 - 1941)
- Agustín Pérez Soriano (1846 - 1907)
- Pablo Sorozábal (1897 - 1988)
- Tomás López Torregrosa (1868 - 1913)
- Federico Moreno Torroba (1891 - 1982)
- José María Usandizaga (1887 - 1915)
- Amadeo Vives (1871 - 1932)

## Zarzuele renumite
- Adiós a la bohemia — La revedere boemului de Pablo Sorozábal (1933)
- Agua, azucarillos y aguardiente — Apa, cuburi de zahar si aguardiente Federico Chueca
- La alegría de la huerta — Bucuria grădinii de Federico Chueca
- El año pasado por agua — Anul trecut pentru apă de Federico Chueca
- El asombro de Damasco — Uimirea Damascului de Pablo Sorozábal
- Alma de Dios — Sufletul lui Dumnezeu
- El barberillo de Lavapiés — Bărbierul din Lavapiés de Francisco Asenjo Barbieri
- El bateo — Bătaia de Federico Chueca
- Black, el payaso — Black, clovnul
- Bohemios — Boemii de Amadeo Vives (1904)
- Gigantes y cabezudos — Uriași și capete mari de Manuel Fernandez Caballero
- La bruja — Vrăjitoarea de Ruperto Chapí (1887)
- La calesera — Calasera de Francisco Alonso
- La canción del olvido — Cântecul uitării
- El caserío — Ferma de Jesús Guridi
- El chaleco blanco — Vesta albă de Federico Chueca (1890)
- La chulapona Federico Moreno Torroba
- Los claveles — Garoafele de José Serrano
- Las corsarias - Corsarele de Francisco Alonso
- La corte de Faraón — Curtea faraonului de Vicente Lleó
- La Dogaresa — Dogaresa de Rafael Millán
- La dolorosa — Durerea de José Serrano
- Don Gil de Alcalá — Domnul Gil de Alcalá
- Don Manolito — Domnul Manolito
- Doña Francisquita — Doamna Francisquita de Amadeo Vives (1923)
- La fiesta de San Antón — Sărbătorirea Sfântului Anton
- La fontana del placer — Fântâna plăcerii de José Castel
- Los gavilanes — Șoimii de Jacinto Guerrero
- La generala — Generalul
- Las golondrinas — Rândunelele
- La Gran Vía — Marele drum de Federico Chueca
- El huésped del Sevillano — Oaspetele Sevillano de Jacinto Guerrero
- Jugar con fuego — Joaca cu focul
- El juramento — Jurământul
- Katiuska — Katiuska
- Las Leandras (1931) Francisco Alonso
- Luisa Fernanda — Luisa Fernanda de Federico Moreno Torroba
- La del manojo de rosas — Cel cu buchetul de trandafiri
- Marina — Marina de Emilio Arrieta (1855)
- Maruxa — Maruxa de Amadeo Vives
- La leyenda del beso — Legenda sărutului
- Me llaman la Presumida — Mă numesc Presupusul
- Molinos de viento — Molinos de viento de Pablo Luna
- La montería — Vânătoarea
- El dúo de La africana — Duoul african de Manuel Fernández Caballero
- El niño judío — Băiatul evreu de Pablo Luna
- Pan y toros — Pâine și tauri de Francisco Asenjo Barbieri (1864)
- La parranda — Petrecerea
- La patria chica — Mica patrie
- La pícara molinera — Morarul obraznic de  Pablo Luna
- La revoltosa — Cei indisciplinați Ruperto Chapí
- El rey que rabió — Regele care s-a înfuriat
- La rosa del azafrán —
- El santo de la Isidra — Sfântul Isidrei
- El señor Joaquín — Domnul Joaquín
- Los sobrinos del capitán Grant — Nepoții căpitanului Grant
- La del Soto del Parral — Cel de la Soto del Parral de Reveriano Soutullo și Juan Vert
- La tabernera del puerto — Servitoarea portului de Pablo Sorozábal
- La tempestad — Furtuna
- La tempranica — Servitoarea de Jerónimo Giménez
- La verbena de la Paloma — Festivalul porumbelului de Tomas Breton
- La viejecita — Doamna în vârstă
- La villana — Ticălosul de Federico Moreno Torroba
- La boda de Luis Alonso — Nunta lui Luis Alonso de Gerónimo Giménez